# آبل مصرايم
آبَلَ مِصْرَايِم (بالعبريَّة: אבל מצרים بمعنى «مرج مصر» أو «مناحة المصريين»)، اسم المكان الكائن عند بيدر أطاد الواقع شرق أو عبر نهر الأردن حيث يُدعى المكان بيت حجلة حسب رأي جيروم. إنما دعي آبل مصرايم لأن يوسف جاء من أرض جاسان (غوشان) بجثة أبيه يعقوب ليدفنها هناك ومعه جماعة من عبيد فرعون وشيوخ مصر وناحوا عليه كما جاء في العدد الحادي عشر من الإصحاح الخمسين في سفر التكوين: «فَلَمَّا رَأَى أَهْلُ الْبِلاَدِ الْكَنْعَانِيُّونَ الْمَنَاحَةَ فِي بَيْدَرِ أَطَادَ قَالُوا: «هذِهِ مَنَاحَةٌ ثَقِيلَةٌ لِلْمِصْرِيِّينَ». لِذلِكَ دُعِيَ اسْمُهُ «آبَلَ مِصْرَايِمَ». الَّذِي فِي عَبْرِ الأُرْدُنِّ.»
لا يعرف موقع آبل مصرايم على سبيل التحديد، ولكن قيل أنها بيت حجلة، وقيل هي الحرم في حبرون.